# آن لي
آن لي (29 فبراير 1736) - 8 سبتمبر 1784)، والمعروفة باسم الأم آن لي، كانت الزعيمة المؤسسة لطائفة الهزازين، والتي تغيرت فيما بعد إلى "جمعية المؤمنين المتحدة في الظهور الثاني للمسيح" بعد وفاتها. ولدت في فترة النهضة الإنجيلية في إنجلترا، وأصبحت شخصية أثرت بشكل كبير على الدين في هذا الوقت، وخاصة في الأمريكتين.
بعد ما يقرب من عقدين من المشاركة في الحركة الدينية التي أصبحت فيما بعد حركة "طائفة الهزازين"، هاجرت آن لي ومجموعة صغيرة من أتباعها من إنجلترا إلى نيويورك في عام 1774. وبعد عدة سنوات، تجمعوا في ناينيكا، واستأجروا أرضًا من مانور رينسيليرسويك في مقاطعة ألباني، بنيويورك (المنطقة التي تسمى الآن كولوني). وكانوا يتعبدون من خلال الرقص النشواني أو "الاهتزاز"، مما أدى إلى تسميتهم بالهزازين. كانت آن لي تبشر العامة وتقود كنيسة الهزازين في وقت لم يكن فيه سوى عدد قليل من النساء قائدات دينيات. كان يُشار إليها غالبًا باعتبارها التمثيل الأنثوي للمسيح.

## انتقالها إلى أمريكا

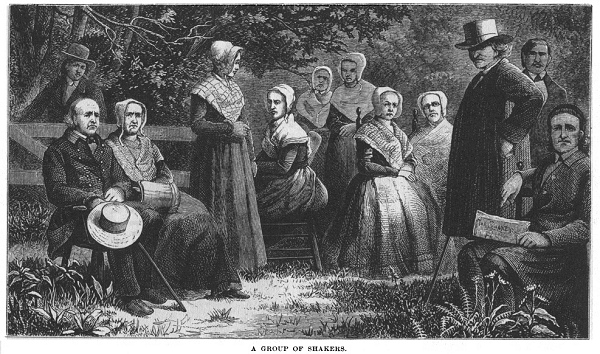
مجموعة من الهزازين، نشرت سنة 1875

في عام 1774، قادتها فكرة جديدة إلى اصطحاب فرقة مختارة إلى أمريكا. وكانت برفقتها زوجها الذي هجرها بعد فترة وجيزة. كما تبعها إلى أمريكا شقيقها ويليام لي (1740-1784)؛ ونانسي لي، ابنة أختها؛ وجيمس ويتاكر (1751-1787)، الذي ربته الأم آن وكان على الأرجح قريبًا منها؛ وجون هوكنيل (1723-1799)، الذي قدم الأموال للرحلة؛ وابنه ريتشارد؛ وجيمس شيبارد؛ وماري بارتنجتون. أبحر هؤلاء الأعضاء التسعة على متن السفينة ماريا، ووصلوا إلى مدينة نيويورك. وصلت الأم آن وأتباعها في 6 أغسطس 1774 بعد ثلاثة أشهر من الإبحار. ومكثوا لمدة خمس سنوات تقريبًا. في عام 1779 استأجر هوكنيل أرضًا في نيسكايونا في بلدة واترفليت، بالقرب من ألباني. وبدأت حياتهم مجتمعية في التطور والازدهار. وبعد فترة وجيزة من وصولهم، تركها زوجها ولم تراه مرة أخرى أبدًا.
خلال الثورة الأمريكية، حافظت لي وأتباعها على موقف الحياد. حافظت آن لي وأتباعها على موقفهم بأنهم مسالمون، ولم يقفوا إلى جانب البريطانيين أو المستعمرين. وقد أدى هذا إلى إثارة الخلافات تجاه الهزازين بسبب رفضهم التوقيع على قسم الولاء.
افتتحت آن لي شهادتها لشعوب العالم في اليوم المظلم الشهير في مايو 1780، عندما اختفت الشمس وكان الظلام دامسًا لدرجة أنه كان لزامًا إشعال الشموع لرؤية الداخل عند الظهيرة. وسرعان ما نجحت في تجنيد عدد من المتابعين الذين انضموا إلى إحياء حركة النور الجديد في نيو لبنان، نيويورك، في عام 1779، بما في ذلك لوسي رايت.
ابتداءً من ربيع عام 1781، انطلقت الأم آن وبعض أتباعها في رحلة تبشيرية واسعة النطاق في ماساتشوستس وكونيتيكت. وكثيراً ما أقاموا في منازل المتعاطفين المحليين، مثل منزل بنيامين أوزبورن بالقرب من خط نيويورك - ماساتشوستس. وكانت هناك أيضًا أغاني منسوبة إليها تم غنائها بدون كلمات.
لقد توصل أتباع الأم آن إلى الاعتقاد بأنها تجسد كل كمالات الرب في شكل أنثوي، وأنها ظهرت على أنها "المجيء الثاني" للمسيح. إن حقيقة اعتبار آن لي نظيرة المسيح من النساء كانت فريدة من نوعها في ذلك الوقت، على الرغم من أن العديد من النساء منذ ذلك الحين زعمن أنهن يسوع، وقد تم قبولهن على هذا النحو من قبل أتباعهن.

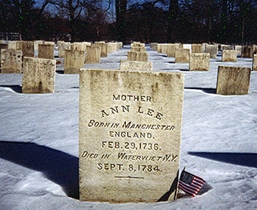
شاهد قبر الأم آن لي

أعداد الهزازين تضاءلت مع مرور الوقت، وسرعان ما اختفت الديانة تدريجيا. في المجموع، تم إنشاء 19 مجتمعًا رسميًا في الشمال الشرقي مع ما يقرب من 6000 عضو قبل الحرب الأهلية.

## معتقدات الهزازين
معتقدات الهزازين متوافقة بشكل كبير مع معتقدات الكويكرز، مثل المساواة بين الجنسين والمجتمع والسلمية؛ ومع ذلك، يختلف الهزازين عن الكويكرز في اعتقادهم بالعزوبة.
كانت لي تعتقد أن العزوبة أفضل من الزواج، وأن ممارسة الجنس داخل الزواج مناسبة فقط لإنجاب الأطفال. بعد زواجها وولادة ووفاة أربعة أطفال رضع، اعتقدت لي أن الرب كان يعاقبها على ممارسة علاقات جنسية مع زوجها.
كان الهزازون يركزون بشكل لا يصدق على مجتمع مثالي حيث يتم مشاركة كل شيء ويحظى الجميع بدعم. كانوا يجتمعون في القرى ويعيشون في منازل على شكل مهاجع، ويشجعون على العزوبة. ونتيجة لعدم وجود علاقات جنسية، تبنى الهزازون أطفالاً، وعندما بلغوا سن 21 عامًا سمحوا لهم باختيار البقاء في الإيمان أو المغادرة لاستكشاف أشياء أخرى، مما أعطى الدين طريقة للاستمرار عبر الأجيال. بالإضافة إلى ذلك، فقد عملوا بجد على التبشير.
اشتهر الهزازين بصناعتهم واختراعاتهم، بما في ذلك المروحة اللولبية، ومعادن بابت، والزنبرك الأوتوماتيكي، وعجلة المياه التوربينية. كانوا أول من قام بتغليف وبيع البذور، وكانوا في وقت من الأوقات أكبر منتجي الأعشاب الطبية. بالإضافة إلى ذلك، كانوا معروفين برقصاتهم وأغانيهم باعتبارها فنونًا شعبية، وحرفهم اليدوية. حيث يعد أثاث الهزازين ذو قيمة كبيرة اليوم بسبب جماله الوظيفي وطبيعته الدائمة.